# 영국의 교통

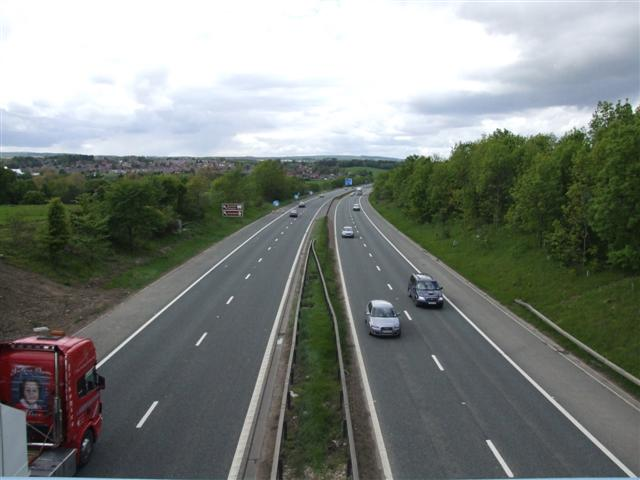

영국의 해운국으로서의 지위는 2차 대전 전에 비하면 크게 후퇴했으나 보유 선박은 3,292만 t(1976)으로서 세계 제3위를 차지하며 세계 해운 시장의
일대 중심지로 되어 있다. 런던을 비롯하여 사우샘프턴·리버풀·맨체스터·글래스고 등이 대표적인 항구이며, 템스강 하구, 클라이드 강, 맨체스터 운하에는 10만 t급 탱커를 넣는 터미널이 완성되어 있다. 철도의 총연장은 약 2만km로서 세계 제2의 밀도(密度)이다. 1947년 이후 국유화했으나, 철도 발상지인 만큼 낡은 시설이 많은 데다가 자동차의 보급으로 큰 결손이 누적되고 있다. 이 때문에 1975년에 노선은 축소를 포함한 합리화 계획이 세워졌다. 도로 연장은 약 36만 6,000km로서 거의 포장이 되어 있다. 간선도로는 운수부 직할로 운영되며, 그 밖의 것은 지방자치단체가 관리하고 있다.
항공은 세계를 뒤덮는 대규모의 영국 해외 항공(BOAC), 영국 국내와 유럽 대륙을 잇는 영국 항공이 있다. 우편물의 항공수송 서비스도 발달되어 있다. 한편 다년간 국내외의 주목을 받아왔던 영국과 프랑스를 잇는 채널 터널은 1994년 5월 개통되었다.